# Christopher Jones (Wasserballspieler)
Christopher Jones (* 23. Juni 1886 in Pontypridd; † 18. Dezember 1937 in Penarth, Vale of Glamorgan) war ein britischer Wasserballspieler.
Jones war Mitglied des Weston-Super-Mare Teams, welches die englischen Wasserballmeisterschaften dreimal gewinnen konnte. Im Jahr 1904 spielte Jones sein erstes Länderspiel gegen Irland, welches gewonnen werden konnte. Jones war auch ein erfolgreicher Rugbyspieler und war in diesem Sport von 1910 bis 1915 aktiv, als er eingezogen wurde und im Ersten Weltkrieg eingesetzt wurde. Nach dem Krieg hörte er auf Rugby zu spielen und begann erneut mit dem Wasserball.
Bei den Olympischen Spielen 1920 nahm er mit der britischen Nationalmannschaft teil und gewann zusammen mit Charles Sydney Smith, Paul Radmilovic, Charles Bugbee, Noel Purcell, William Dean und William Peacock gegen Belgien 3:2 und gewann die Goldmedaille.